# Манто
Манто́ (грец. Μαντώ) — віщунка, дочка провісника Тіресія з Фів у давньогрецькій міфології.
Після здобуття Фів епігонами її разом з іншими полоненими присвятили Аполлонові Дельфійському. Аполлон відіслав Манто до Малої Азії, де вона одружилася з критянином Ракієм і народила від нього провісника Мопса. Біля Колофону Манто заснувала святиню з оракулом на честь Аполлона.